# История Византийской империи (1261—1453)

Византийская империя, Сербия, Болгария, Киликия и другие государства региона около 1265 года

История Византийской (Восточно-Римской) империи в период между реставрацией империи со столицей в Константинополе в 1261 году и падением города под натиском турок-османов в 1453 году отличалась рядом своеобразных социально-экономических преобразований, что дало основания целому ряду исследователей уделить ему особое внимание. В целом этот период, несмотря на временные проблески, характеризовался продолжающейся постепенной и довольно хаотичной деградацией всех сфер жизни империи, в первую очередь в центральной, греческой части. Это в свою очередь привело к образованию обширного политического вакуума в Эгейском регионе, который стремились заполнить политическими, экономическими и демографическими методами новые молодые государства болгар, сербов, турок. Особое место в этноязыковой трансформации поздней империи заняла её латентная тюркизация, а также нарастающая исламизация. Несмотря на отдельные проблески греческого самосознания в Никейский период, византийцы продолжали руководствоваться прозрачными и расплывчатым понятиями византийской ойкумены о границах, этнической составляющей и дальнейшей судьбе собственного государства. К началу 1370х годов турки-османы лишают Византию её последнего хозяйственного тыла в виде Восточной Фракии: с этих пор бывшая империя окончательно деградирует и превращается «псевдоимперию» — группку мелких разрозненных полуэксклавов во главе с постоянно конфликтующими деспотами. Период завершился полным коллапсом средневековой греческой государственности.

## Территориальные потери
Последний период существования Византийской империи характеризовался постепенной утратой территорий, как в европейской, так и в азиатской частях. В результате империя сначала приобрела черты этнически греческого государства, а затем пошла по пути внутреннего раскола с гражданскими войнами и распадом на полунезависимые деспотаты. Помимо этого, продолжалось усиление зависимости политической элиты империи от западноевропейских талассократий Генуи и Венеции; не прекращались войны с крепнущими соседними государствами (Сербией, Болгарией), которые затмили Византию и к 1340-м годам низвели её до статуса второсортной балканской державы, несмотря на важность её культурного наследия. Особенно трагично ситуация складывалась в малоазийских владениях империи: здесь в среде греческого народа разразился настоящий демографический и духовный кризис: горожане либо гибли в ходе конфликтов с турками, либо массово бежали в европейскую часть империи. Сельское греческое население в этой части империи, включая военнообязанных акритов, устав от бесконечно растущих налогов, разорилось и массово переходило на сторону турок, принимая ислам. Однако и в Восточной Фракии, ставшей единственной провинцией поздней Византии, греческие и болгарские крестьяне были разорены постоянными войнами, в результате которых греческие и болгарские земли надолго стали одними из самых бедных регионов Европы.
Столица империи после её реставрации так и не сумела восстановить своё полумиллионное население начала XIII века. После гражданской войны середины XIV и особенно после начала османских осад империя фактически превратилась в город-государство: теперь её судьба зависела лишь от прочности ветшающих стен Константинополя, а его гибель была лишь вопросом времени. К моменту финальной осады в городе оставались лишь около 50 тыс. жителей, среди которых было немало итальянцев и турок. Правительство экономически обессилевшей страны в последние два века пыталось играть на противоречиях между более сильными внешними противниками из числа этих народов, а также франков, славян и даже монголо-татар. Это позволило отсрочить, но не предотвратить гибель греческой государственности, так как подобная тактика привела к ещё большему расколу внутри государства между сторонниками прозападных и национальных греческих партий. В большинстве случаев, однако, даже в условиях надвигающейся внешней опасности, те поздневизантийские политики, которые смогли одержать верх в конкурентной борьбе со своими соплеменниками, ставили личные интересы выше интересов греческого народа в целом.

## Османское завоевание поздневизантийской Анатолии

Бейлик Карасы около 1300 года

В 1080—1097 годах практически вся Западная Анатолия, включая Никомедию, где турки находились в качестве наёмников Никифора III Вотаниатa в 1078—1087 годах, оказалась во власти турок-сельджуков. По мусульманским законам, которых придерживались обратившиеся в ислам под влиянием персов и арабов малоазийские тюрки, территория, однажды завоёванная мусульманами, навсегда становится мусульманской по духу: её последующая возможная утрата воспринимается мусульманским духовенством как временная, и усилия должны быть потрачены на возвращение ранее захваченных мусульманами земель в лоно ислама. С начала крестовых походов византийские императоры сумели восстановить контроль на всей приморской Анатолией, равно как и обширными континентальными районами в её Западной части.
Но несмотря на довольно успешную 50-летнюю реконкисту Анатолии в 1090—1139 годах, греческие поселения, расположенные в основном на широких равнинах, открывающихся к морям, остались в крайне уязвимом положении. В 1176 году конийский султан Кылыч-Арслан II наголову разбил попавшую в засаду армию византийского императора Мануила I Комнина в битве при Мириокефале, сохранив за собой контроль над стратегически важным центром полуострова, откуда в поисках новых пастбищ во все стороны разбредались кочевые тюрки со своими стадами. Более того, Конийский султанат, естественно, не препятствовал проникновению на полуостров новых волн тюркских кочевников и сельджуки начали продвигаться к побережьям. С 1147 по 1190 годы византийцам пришлось теперь уже навсегда оставить широкую полосу своих бывших внутрианатолийских владений, контроль над которыми окончательно перешёл к туркам.
Захват Константинополя крестоносцами в 1204 году позволил сельджукам всего за пару лет покорить всю её прибрежную полосу между Карией и Киликией с важными портами Саталией (Анталия) и Калороносом (Аланья). В 1214 году у Трапезундской империи был хитростью взят черноморский Синоп. В результате сельджукиды начали быстро наращивать военно-морскую мощь, в основном посредством развития манёвренного пиратского флота.
Активная консолидация Никейской империи в 1210-х позволила на полвека затормозить тюркскую экспансию. В этот период официальная граница в северной части линии соприкосновения никейских и сельджукских владений прошла по долине Сангария (р. Сакарья). В южной части ареала она была менее определённой. Тюрки также пользовались естественным преимуществом рельефа, продолжая спускаться в хорошо просматриваемые ими речные долины с горных хребтов и плато.
Пока центр греческой государственности находился в Азии, эти вторжения носили сезонный характер маятниковой миграции и в целом контролировались Никейскими властями. Впрочем, будучи прекрасно осведомлены о том что никейские императоры большую часть года проводят в эгейском Нимфее, они считали Никею не временной столицей Византии, а скорее приграничной крепостью, которая рано или поздно вернётся в лоно ислама.
Возвращение греческой столицы в Константинополь в 1261 году негативно сказалось на продолжении ромейской государственности в Малой Азии по следующим причинам. Войны в Европе с самыми разнообразными противниками от Болгарии до Венеции потребовали от никейских греков огромных усилий. Кроме того, реставрация империи вселила в греческих правителей чувство триумфа, которое отвлекало внимание от реальных проблем в азиатской части. Последствия не заставили себя долго ждать. В 1260-х годах часть агрессивных туркменских племён прорывается в западную Анатолию и, построив пиратский флот приступает к покорению византийской Карии на юго-западе Малой Азии. В 1261 году здесь возникает первый эгейский эмират Ментеше. К 1269 году Кария полностью подчиняется туркам. Оттуда тюрки начали проникать и в более северные регионы: в 1278 году они заселили форт Анея (Анья) в Эфесском заливе, приступив к блокаде Эфеса. Сам Эфес перешёл под их полный контроль в 1304 году.
Период после 1282 года характеризовался быстрой эрозией восточной никейской границы. Из-за финансовых трудностей и глубокого морального кризиса, охватившего империю в конце XIII века, некоторые сословия малоазийских греков активно способствовали дезинтеграции греческого государства. Так разорившиеся от непомерных налогов, идущих на поддержание имперской инфраструктуры в разорённых Константинополе и Фракии, малоазийские акриты массово переходили на службу к турецким беям, а греческие моряки, которые остались без работы после кабального договора 1284 года, в поисках оной активно нанимались к турецким пиратам. Ненависть к Венеции, Генуи и франкократическим режимам была настолько сильной, что многие греки привыкли сотрудничать с турками, осознавая опасность такого сотрудничества уже только после того, как последние начинали осаду греческих крепостей. По этой причине, в этот период в Малой Азии реальный отпор туркам оказывала фактически одна лишь Венеция, которая в 1293 году смогла временно выбить их из Антальи, а также помочь родосским рыцарям укрепить Кастеллоризо.

### Фрагментация малоазийских владений Византии после 1300 года
Тем не менее, внутри континента массы тюрок продолжают активно перемещение вглубь византийской территории с целью её заселения. Очередной натиск тюрок пришёлся на 1297—1300 годы: к 1300 году империя потеряла контроль на азиатским берегом пролива Дарданеллы, так как сюда продвинулся огузский эмират Карасы (1296). Это событие стало очередным решающим этапом в процессе дезинтеграции греческой государственности в Малой Азии. Малоазийские владения империи теперь распались на две части: северную — близкую к столице Вифинию, и удалённую южную. Устойчивостью не отличалась ни одна из них: в северном ареале после 1299 года развернули активные захватнические действия турки-османы. Южная часть, расположенная между городами Смирной и Филадельфией, на несколько десятилетий погрузилась в безвластие: в прибрежной части хозяйничал флот генуэзцев, в Филадельфии до 1390 года у власти находились местные греческие стратеги, а Смирну со всех сторон окружили проникавшие и сюда турки, взявшие политическую власть в свои руки в 1329—1330 годах в рамках бейлика Айдын. Обезлюдевшая Магнесия, где располагался монетный двор Никейской империи, пала в 1313 году. Нимфей (соврем. Кемальпаша), зимняя столица Никейской империи, был отдан туркам в 1315 году. Хотя тюркские феодальные образования (бейлики) были невелики, раздроблены и часто конфликтовали между собой, на их стороне было массовое демографическое преимущество: с востока их население постоянно пополняли волны новых тюркских кочевников, хаотично, но планомерно заполняющих пустеющие греческие земли.

### Каталонская кампания в Малой Азии
В поисках поддержки Византия обратилась к каталонским рыцарям. Каталонцы сначала помогли снять осаду Филадельфии турками в 1303 году, но затем, осознавая крайнюю слабость Византии, объединились с ними в единое войска и стали хищнически грабить греческое население Фракии, Фессалии и Малой Азии.
В 1319 году генуэзская Хиоская сеньория и рыцари-госпитальеры смогли разгромить тюркско-эгейский флот, базировавшийся в Эфесской бухте. Это надолго лишило эгейских тюрок преимуществ на море, но не остановило их экспансию на континенте, где они пользовались явными стратегическими и демографическими преимуществами. К началу XIV века Византия утратила контроль над своими прибрежными водами, поэтому турки, успевшие высадиться на её побережье, продолжали мародёрствовать вдоль больших дорог Фракии задолго до захвата Геллеспонта османами. К примеру, уже в 1326 году некая турецкая банда едва не разгромила свадебную процессию Андроника III, следовавшую из Константинополя в Димотику, которая вплоть до захвата её турками в 1359 году стала играть роль второй столицы империи.

## Османское завоевание Малой Азии

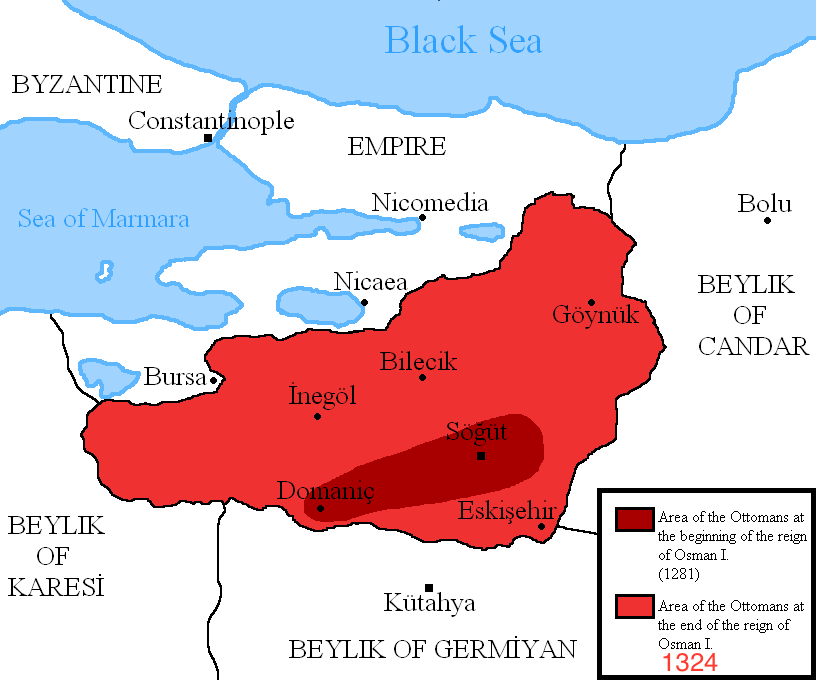
Рост Османского бейлика за счёт византийской территории во время правления Османа I

Сразу же после переноса столицы в Константинополь в 1261 году и узурпации трона Палеологом, византийские владения в Mалой Азии погрузились в состояние политического и экономического хаоса. Многие жители региона не считали Палеологов легитимными правителями империи, отказывались платить новому императору налоги и не оказывали сопротивления туркам. Монахи также отвергали любые попытки унии с католиками. В результате, Пафлогония и Мезофиния были в значительной степени покорены турками бескровно, поскольку многие местные греки занимали «проласкаридскую» и «антипалеологскую» позицию. Палеологи в свою очередь практически прекратили инвестиции в армию и флот малоазийских владений, систематически ослабляли их военное и финансовое положение внутри империи, опасаясь потери своей власти в результате возможного переворота. В результате те местные текфуры которые ещё сохраняли патриотический греческий настрой вынуждены были полагаться скорее на иностранцев (каталонских и болгарских авантюристов и/или энтузиастов), чем на имперские власти. В греческой среде начались брожения: население не пускало в города имперских сборщиков налогов, так как деньги не тратились на защиту от турок. Бунт Кассианоса 1306 года также имел явный антиконстантинопольских характер и представлял собой протест против бессилия имперской власти в разгар турецких нашествий.
Официальная имперская пропаганда этой эпохи продолжала бороться с западными врагами в лице «латинян» и «франков», которые на самом деле угрозы для империи не представляли, поскольку не имели желания заселять её территории. Попытки византийцев интриговать, стравливая между собой различных беев приграничных тюркских уджей имели очень кратковременный успех: весь конгломерат тюркских образований рано или поздно объединялся против греков. А учитывая то что многие туркменские племена вообще не признавали вождей и занимались только кочевьями и грабежами, то никакие брачные альянсы с турками, татарами и монголами не помогали Константинополю.
27 июля 1302 года византийская армия потерпела поражение в битве при Бафее, после чего под контроль османов попала область Мезофиния, между Никомедией и долиной р. Сакарья.
Между 1302 и 1307 годами набеги тюркско-османских гази на остатки византийских владений в северо-западной Анатолии были особенно разрушительными. Сакарьинская кампания Османа 1304 года создала атмосферу паники и безнадёжности среди местного греческого населения: жители тысячами бросались к морю в надежде укрыться в Константинополе, поскольку полчища турок доходили уже до Босфора. Византийско-монгольский альянс временно придал грекам мнимую уверенность в своих силах, однако он в основном так и остался на бумаге, да и сами монголы были по большей части сами вскоре тюркизованы.
В этот период основной целью османов стали установление контроля над дорогами Вифинии и изоляция крупных греческих городов путём установления их военной и продовольственной блокады. В 1308 году османы захватили крепость Трикокка, перерезав таким образом связь между Никомедией и Никеей. В том же году мусульманские пираты эмира Али взяли остров Калолимнос, прервав морскую связь Константинополя с Пруссой. В 1316—1317 году началась осада Пруссы: турки заняли гору Вифинский Олимп, у подножия которой располагался город.
В 1326 году пала Прусса. В 1331 году была утрачена Никея, в 1337 году пришёл черёд Никомедии. Все эти греческие города не были взяты штурмом. На момент сдачи в них также пока не начался голод, за исключением Никомедии. Само решение о добровольной сдаче приняли местные греческие власти исходя из сложившейся ситуации: потеря связей с Константинополем и планомерное заселение турками окружающей сельской местности. В 1338 году османы заняли Скутари (Ускюдар), став лицом к лицу с Константинополем, за которым теперь они стали пристально наблюдать с другой стороны узкого 600-метрового пролива. Единственным уцелевшим владением Византии в Вифинии оставались крепости Хиле, Гераклия Понтийская, Амстрида и Пеги (Карабиге). Тысячи малозийских греков стекались в хорошо укреплённые Пеги. Но из-за скученности, недоедания и болезней крепость вскоре поразила чума. Пеги были покорены турками в 1371 году после долгой осады.
Среди греческих беженцев было немало и тех кто бежал не в сторону сжимающейся Византии, а наоборот — вглубь османской территории. Эти люди укрывались от более высоких византийских налогов, а также старались вывести своё имущество с линии фронта в более спокойные, пусть и сильно исламизированные регионы. Вожди приграничных византийский крепостей (текфуры), видя демографическое преимущество турок вообще и османов в частности, нередко напрямую договаривались с ними о бескровной капитуляции. Это в значительности степени подтверждает гипотезу некоторых учёных о том, что османское общество не столько уничтожило Византию, сколько поглотило её. В отличие от монголов, турки быстро переняли у греков навыки земледелия (в особенности хлебопашество) и перешли на оседлый образ жизни. Немалую роль в этом процессе сыграло и постепнное отуречивание местного греческого крестьянства.
Ассимиляции греков способствовало и то, что турки воспользовались относительной слабостью самосознания греческого народа в средневековый период. Собственно греческое самосознание лишь едва начало формироваться в период Никейской империи, но в самый критический момент у местных малоазийских греков не осталось ни времени, ни территории, которую можно было бы назвать ядром греческой нации. Рост полноценного греческого самосознания в целом даже в рамках Никейской империи сдерживался господством устаревшей доктрины ойкуменизма, который провозглашал универсальность и исключительность богохранимой «империи ромеев» в её древних, чуть ли не римских, границах. Из-за размытого самосознания греки в массе своей сначала плавно вошли в состав Римской империи, а затем также плавно перешли в состав Османской.
Планомерное тюркское наступление в малоазийском причерноморье привело к тому что после 1269 года дорога из Константиполя в Гераклею стала опасной для пеших христиан. К 1280 году окрестности Гераклии наводнили полчища кочевых турок и туркмен. Греческое население было вынуждено укрываться в стенах самого города, связь с Константинополем сохранялась только по морю. В 1329 году хорошо укреплённый город продолжал оказывать сопротивление туркам. В 1354 году Иоанн V Палеолог, отчаянно искавший спасения на Западе, принял католичество и начал раздавать последние греческие территории империи итальянцам в обмен на их обещание военно-морской помощи против турок. Лесбос был передан генуэзцам, а Гераклею «впротивовес» получили венецианцы. Но небольшой венецианский гарнизон сопротивлялся недолго. Турки-османы покорили Гераклею в 1360 году.
В глубине Малой Азии сопротивление османам продолжали оказывать Филадельфия, превратившаяся в город-государство. Её нельзя было назвать частью Византии, так как константинопольский монарх, став вассалом османского султана, был вынужден предоставить туркам гарнизон для покорения Филадельфии в 1390 году.

## Положение дел во Фракии
После утраты Никомедии в 1337 году Византия стала преимущественно европейской державой. Последним имперским проблеском стала удачная попытка присоединить Эпирский деспотат, входивший в состав Византии в 1341—1348 годах. Но положение дел в её западных владениях в целом было не намного лучше чем в восточных из-за глубокого внутригражданского раскола в поздневизантийском обществе, которое разделилось на «западников», «туркофилов» и «грекоманов». В ходе разразившейся гражданской войны, регент-мать при своём малолетнем сыне Иоанне V, императрица Анна сама призвала 6 000 турок эмира Сарухана на помощь в борьбе с противниками. Как часто было в таких случаях, вместо настоящих сражений наёмники в 1346 году в очередной раз занялись грабежами мирных греческих крестьян и горожан Фракии. После этого погрома византийская Фракия окончательно превращается в бедную, разорённую и крайне запущенную балканскую окраину. А сама «императрица» в итоге вынуждена была заняться распродажей металлов и украшений из столичных церквей. 19 мая 1346 года в самом Константинополе происходит обвал здания храма Св. Софии, который долгое время не ремонтировался. Многие горожане принялись помогать с восстановлением стены, но это событие было интерпретировано как плохой знак.
K 1320 году в византийских церквях из-за иx крайнего обнищания прекращается создание некогда знаменитых церковных мозаик. В 1340-х годах в связи с гражданской войной византийский монетный двор навсегда прекращает печатать золотые иперпиры, игравшие роль твёрдой валюты тех времён. С этого времени на императорских свадьбах также исчезает посуда и драгметаллов: её заменяют свинцовые подделки.

## Голод и болезни
Население поздней Византии, как и всей остальной Европы, пострадало от Чёрной смерти. В условиях непрекращающихся войн греческие крестьяне не имели возможности сеять и собирать урожай. C 1300-х годoв сельские дороги в запущенной и плохо охранявшейся Восточной Фракии наводнили кочевые отряды никому неподвластных турок и туркмен, которых высаживали на берег турецкие пираты, и которые грабили попадающиеся им на пути византийские обозы, идущие в Константинополь. Дошло до того, что от руки кочевников едва не погиб сам император, который возвращался в столицу после стычки с сербской армией. Многочисленные беженцы стремились укрыться от турок внутри городских стен, что приводило к скученности и антисантирии. В поздней Византии постоянно вспыхивали эпидемии чумы и прочих болезней. Потребности византийского населения в зерне обеспечивали фактически только генуэзские корабли, привозившие его из Крыма. Однако вместе с зерном в города Византии попадали и чёрные крысы, паразиты которых были переносчиками чумы. Однако и городские стены превращались для беженцев в ловушку: не имея возможности снять турецкую осаду, их население вскоре оказывалось перед выбором либо сдаться туркам, либо умереть от голода. В особенности это касалось непортовых городов, таких как Прусса и Никея. Напротив, полукочевые турки и туркмены вели менее скученный образ жизни, а потому меньше страдали от эпидемий чумы и других болезней.

### Османское завоевание Восточной Фракии

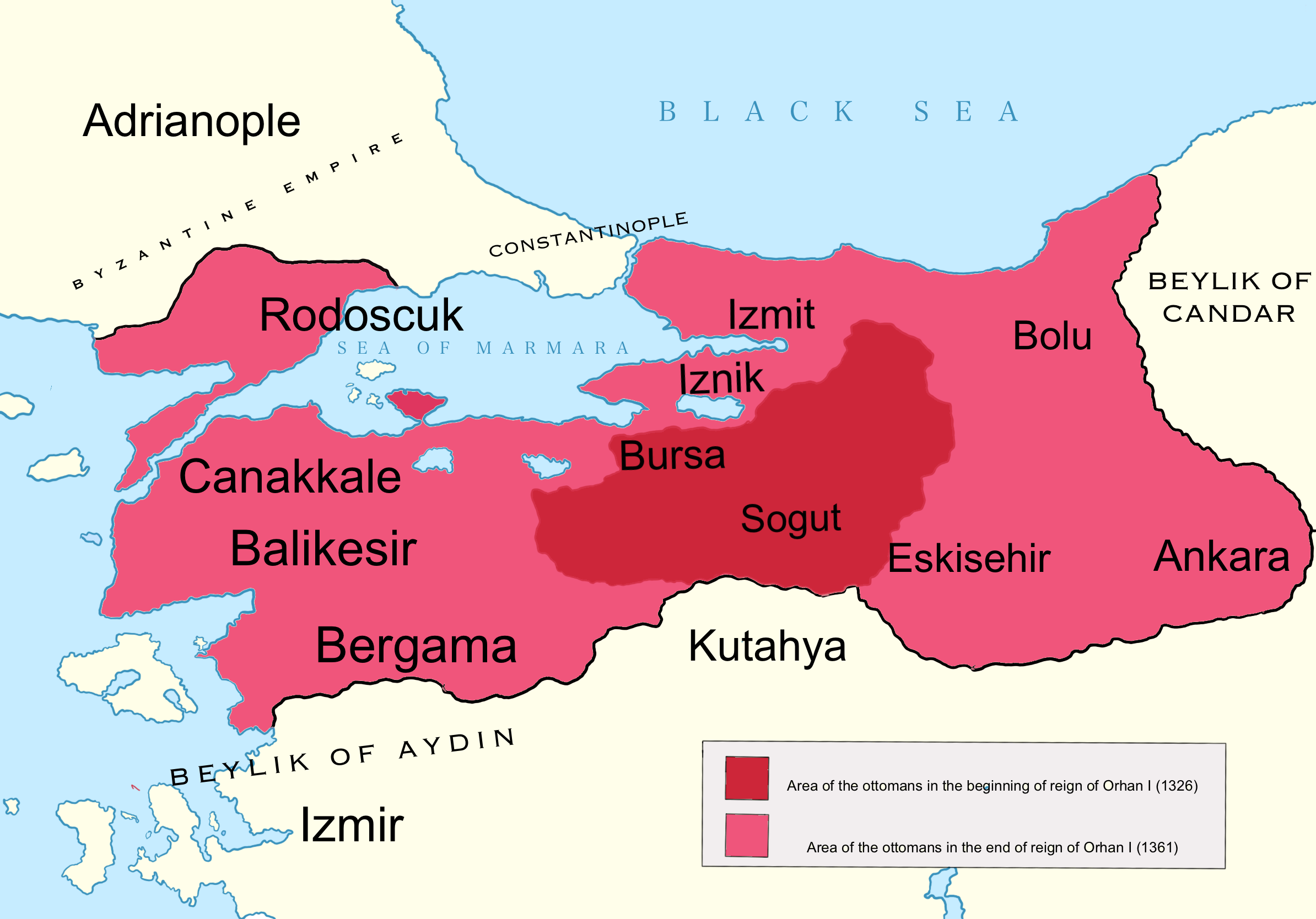
Продвижение турок-османов в Вифинии и Фракии между 1326 и 1362 годами

Сведения о переселении малоазийских турок во Фракию появились уже в 1261 году. К 1348 году бродячие группы мародёрствующих турок уже вступали в стычки с византийской армией вплоть до Салоник, когда группа из 2000 кочевников напала на свадебный кортеж императора Иоанна VI Кантакузина на пути из Константинополя в Дидимотихон. Таким образом, почву для прямого османского вторжения уже самолично подготовили местные беи.
Османское завоевание Восточной Фракии началось в 1352 году с захвата Цимпы. В 1354 году турки захватили Галлиполи и подчинили себе весь Геллеспонт. Всего за 10 лет османы захватили практически всю территорию последней Византийской провинции. Христианское население крепостей, оказавших сопротивление (атаван) османам, было полностью уничтожено, и их заново заселяли уже только одни турки. В городах, пожелавших добровольно сдаться по первому приказу, сохранялось христианское население со всеми правами собственности на землю (ерлю еринде). В этих населённых пунктах и несколько десятилетий спустя, по наблюдениям французского путешественника 1432 года, жили либо одни греки, либо смесь из греков и постепенно подселяющихся к ним турок.

## Усиление феодальной раздробленности: эпоха деспотатов
Византийская империя была полиэтническим государством (к примеру, ею на протяжении нескольких столетий руководили армянские императоры). Форсированная эллинизация империи в XI в. стала важнейшим катализатором её дезинтеграции, так как подобная политика настроила против центральной, преимущественно греческой, власти практически всё армянское население востока страны.
Византия, долго сохранявшая позднеантичные имперские традиции унитарной власти, не была по своей сути предрасположена к построению ярко выраженного феодализма. Однако под влиянием западноевропейских, славянских и мусульманских традиций с их склонностью к формированию рыхлых феодально раздробленных ареалов подобные тенденции начинают проникать и в греческий ареал. Падение Константинополя в 1204 году привело к формированию нескольких греческих феодальных образований, конкурирующих друг с другом за право обладания Константинополем.
Слабость греческого феодализма и его неспособность до конца порвать с античными традициями, уже не вписывающимися в новые реалии, в конечном счёте приводили к катастрофическим результатам: имея силы только на борьбу друг с другом, эти государства продолжали слабеть экономически и параллельно теряли всё большие территории по своим внешним периметрам. Это касалось даже Никейской империи, которая в 1211 году сумела отнять Пафлагонию у Трапезундской империи, но в 1207 году уступила сельджукам огромную часть территорию вокруг Саталии (Анталья).
После начала гражданских войн, фактически совпавших с периодом активных сербских завоеваний на Балканах в 1340-х годах, деспотатизация оставшихся византийский владений приняла ещё более очевидный характер. В этот период деспоты Салоник, Мореи, Филадельфии и даже Селимбрии (совр. Силиври) стали фактически независимыми от Константинополя. И без того небольшая территория империи продолжала дробиться на мелкие деспотаты между конкурирующими претендентами на престол. В XV веке ситуация стала ещё более катастрофической: в качестве платы за услуги разного рода наёмников императорам приходилось продавать (Салоники) или попросту отдавать (о. Лемнос) те или иные территории империи. Османы быстро подметили это и умело воспользовались подобной раздробленностью: их хроники часто презрительно или с усмешкой называют последних византийских императоров текфурами Константинополя.